# 柯生乡
柯生乡，是中华人民共和国青海省黄南藏族自治州河南蒙古族自治县下辖的一个乡镇级行政单位。

## 行政区划
柯生乡下辖以下地区：
尖克牧委会、次汉苏牧委会、毛曲牧委会和柯生牧委会。